# Panthera tigris acutidens
Panthera tigris acutidens — вимерлий підвид тигра, який з наукової точки зору, описаний в 1928 році на основі копалин викопаних поблизу Wanhsien на півдні Китаю в провінції Сичуань. Отто Зданський назвав його Felis acutidens. Після повторного вивчення скам’янілостей у 1947 році Дірк Альберт Хойєр та Вальтер В. Грейнджер віднесли їх до Panthera tigris acutidens. 
Його також називають «тигром Вансінь».

## Опис
P. t. acutidens це скам'янілості з Вансієна у колекції Американського музею природознавства складаються з двох черепів, плечової кістки, двох п'ясткових кісток, гомілки, астрагала, двох п'яткових кісток і п'яти плеснових кісток та декількох частин щелеп. Гомілка — 29.7 см завдовжки й 8.1 см в діаметрі. Плечова кістка становить 30.6 см довгий і трохи менший за шириною, довжиною та діаметром, ніж плечові кістки сибірського тигра.